# Top Girls
Top Girls è un'opera teatrale della drammaturga britannica Caryl Churchill, andata in scena in prima assoluta a Londra nel 1982.

## Trama

### Atto I
Marlene è a un ristorante di lusso per celebrare la sua promozione nell'agenzia per il lavoro "Top Girls". Una ad una le sue ospiti arrivano: si tratta di donne celebri dell'arte, della storia e della letteratura, tra cui la papessa Giovanna, Margherita la pazza (in olandese "Dulle Griet", protagonista dell'omonimo quadro di Pieter Bruegel il Vecchio), Lady Nijō (poetessa giapponese del XIII secolo, concubina dell'imperatore Go-Fukakusa e in seguito monaca), Isabella Bird (scrittrice ed esploratrice del XIX secolo) e la paziente Griselda (stoica figura femminile di cui hanno parlato Boccaccio nel Decameron e Chaucer ne Il racconto del chierico). Mentre la cameriera serve gli antipasti, le donne cominciano a chiacchierare di argomenti diversi, spesso contemporaneamente. Lady Nijō parla del suo primo incontro sessuale con l'imperatore, una storia che sconvolge le altre che lo considerano uno stupro, ma che per la concubina fu il coronamento di anni d'attesa. Giovanna interviene e l'oggetto della conversazione passa al soggetto religioso, prima che tutte tratte Marlene comincino a parlare degli uomini che hanno amato. Mentre la cameriera serve le portate principali, le donne cominciano a parlare dei figli che hanno desiderato, partorito e perso: Lady Nijō partorì un figlio di sangue reale e che quindi non poteva farsi vedere con lei, Giovanna fu linciata dopo aver partorito durante una processione, i figli di Griselda furono rapiti e quelli di Margherita uccisi dai soldati durante le razzie. Sorseggiando brandy, le donne assumono i toni e gli atteggiamenti tipici degli uomini, un'atmosfera di cameratismo "da spogliatoio". 

### Atto II
Nel suo ufficio, Marlene fa un colloquio di lavoro a una ragazza di nome Jeanine: la giovane donna non ha le idee particolarmente sicure su cosa vorrebbe fare, a parte viaggiare e trascorrere molto tempo con il marito, ma a Marlene fa comunque una buona impressione. Due ragazzine di sedici e dodici anni, Angie e Kit, stanno giocando nel giardino sul retro della prima: Angie si comporta da bulla sia con l'amichetta che con la madre Joyce, rispondendo in malo modo ad entrambe. La ragazza accusa Kit di avere una madre che fa va a letto con chiunque, ma appare chiaro che nessuna delle sue abbia una chiara idea di che cosa sia il sesso. Di nuovo a "Top Girls", le due impiegate Nell e Win spettegola ingannando l'attesa per l'arrivo di Marlene e quando la donna arriva le due si congratulano con lei per la promozione. Win si allontana dalle altre per fare un colloquio a Louise, una quarantaseienne in cerca di un nuovo lavoro. La donna ha sacrificato la vita privata per il lavoro e ora si trova di mezz'età, nubile e con colleghi maschi più inesperti perennemente promossi avanti a lei. Inaspettatamente Angie arriva in visita a sua zia Marlene che, sorpresa e a disagio, accetta di far passare alla nipote la notte in casa sua. Le due vengono interrotte dall'arrivo di Mrs Kidd: la donna si presenta come la moglie di Howard, il collega che sperava di ottenere la promozione andata a Marlene. Mrs Kidd si lamanta di quanto depresso si senta il marito, chiede a Marlene se davvero vuole fare "un lavoro da uomo" e le chiede di rinunciare alla promozione in favore di Howard. Marlene non considera neanche l'idea, ride in faccia alla donna e la scaccia in malo modo dall'ufficio. Poco dopo si scopre che Howard ha avuto un attacco di cuore, una notizia che Marlene accoglie con indifferenza e che Nell commenta affermando che è una fortuna che l'uomo non abbia avuto la promozione, considerando la sua salute precaria.

### Atto III
Nella cucina di Joyce, la padrona di casa riceve la visita della sorella Marlene e il ritorno di Angie. Le tre donne parlano, spettegolano e condividono storie intorno al tavolo finché non è ora per Angie di prepararsi e andare a letto. Marlene tira fuori una bottiglia di whiskey e comincia a bere con la sorella. Le due parlano dell'essere donna, di politica e del mondo del lavoro, un argomento che mette a disagio Joyce: la donna è preoccupata per il futuro di Angie, che non è né particolarmente talentuosa né intelligente. Marlene rigetta le critiche della sorella e l'accusa di sminuire Angie, che rimane l'oggetto della loro conversazione finché si scopre che Marlene è la vera madre dell'adolescente. Rimasta incinta da giovane, Marlene ha affidato la figlia alla sorella per non avere intralci nella carriera e Joyce ha cresciuto la bambina come fosse propria, un fatto che le ha causato l'aborto spontaneo per lo stress del feto che portava in grembo. Angie intanto si è svegliata a causa di un incubo ed è scesa in cucina: entra nella stanza con la madre e la zia visibilmente confusa e chiamando "mamma", ma non è chiaro quanto sia riuscita a sentire né a chi si stia riferendo.

## Storia delle rappresentazioni
Diretta da Max Stafford-Clark, la pièce debuttò al Royal Court Theatre di Londra il 28 agosto 1982, con un cast che comprendeva: Gwen Taylor (Marlene), Selina Cadell (Papessa Giovanna/Louise), Lindsay Duncan (Lady Nijō/Win), Deborah Findlay (Isabelle Bird/Joyce/Mrs Kidd), Carole Hayman (Dull Gret/Angie), Lesley Manville (Griselda/Nell/Jeanine) e Lou Wakefield (cameriera/Kit/Shona). La produzione e il cast furono trasferiti al Public Theater dell'Off Broadway newyorchese per quaranta repliche dal 29 dicembre al 30 gennaio 1983, durante le quali la commedia drammatica teatrale vinse l'Obie Award alla migliore opera teatrali. Per motivi contrattuali e del sindacato degli attori, le attrici britanniche non potevano recitare a New York per più di qualche settimana, così la produzione fu rimontata al Public Theater con un cast tutto americano dal 15 marzo al 29 maggio 1983, rimanendo quindi in scena per altri ottantanove spettacoli. Il nuovo cast annoverava anche Linda Hunt (Giovanna/Louise), Valerie Mahaffey (Griselda/Kit/Shona) e Freda Foh Shen (Lady Nijo/Mrs Kidd).
Nel 1988 Top Girls divenne la prima opera della Churchill ad essere rappresentata in Italia, in una traduzione di Margaret Rose per la regia di Marina Bianchi. La produzione rimase in scena dal 16 al 23 giugno presso il Teatro di Porta Romana di Milano e il cast annoverava Francesca Paganini, Augusta Gori, Corinna Augustoni, Pinara Pavanini, Carla Chiarelli e Alberica Archinto.
Nel 1991 la produzione originale fu riallestita al Royal Court Theatre dal 15 aprile. Max Stafford-Clark tornò a dirigere la produzione e la gran parte del cast originale tornò a ricoprire le rispettive parti, con l'eccezione di Lesley Manville che fu promossa dal ruolo di Griselda a quello della protagonista Marlene. La stessa produzione aveva precedentemente avuto delle repliche di rodaggio al Theatre Royal di Bath e fu trasmessa in televisione della BBC. Il debutto di Broadway dell'opera andò in scena al Biltimore Theatre con la regia di James Macdonald e un cast composto da Mary Catherine Garrison (Griselda/Jeanine), Mary Beth Hurt (Louise/cameriera), Jennifer Ikeda (Lady Ninjo/Win), Elizabeth Marvel (Marlene), Martha Plimpton (Giovanna/Angie), Ana Reeder (Margherita/Nell) e Marisa Tomei (Isabella/Joyce/Mrs Kidd). L'allestimento rimase in certellone per 63 repliche e 24 anteprime fino dal 15 aprile al 29 giugno 2008 e Martha Plimpton fu candidata al Tony Award alla miglior attrice non protagonista in un'opera teatrale.
Max Stafford-Clark ha diretto una nuova produzione per il festival teatrale di Chichester nell'estate 2011, poi andata in scena anche ai Trafalgar Studios di Londra e in tournée per il Regno Unito con Il cast annoverava Suranne Jones, Stella Gonet, Olivia Poulet, Lucy Briers, Laura Elphinstone, Lisa Kerr, Catherine McCormack e Caroline Catz nella parte di Marlene. Nel 2019 la pièce è andata in scena al Royal National Theatre di Londra con Liv Hill (Angie), Katherine Kinglsey (Marlene), Wendy Kweh (Lady Nijo), Amanda Lawrence (Giovanna), Ashley McGuire (Margherita), Ashna Rabheru (Kit) e Siobhan Redmond (Isabella Bird).

## Edizioni italiane
- Teatro. Settimo cielo - Top Girls, traduzione di : R. Duranti & M. Rose, Costa&Nolan editore, 2005, ISBN 978-8874370153.